# Re-escala de vídeo
La re-escala de vídeo (en anglès, video scaler) és el procés de transformació mitjançant el qual s'adapten les dimensions d'un video ja existent a les dimensions d'un dispositiu de reproducció qualsevol (televisió, telèfon mòbil, ordinadors portàtils, etc.)

## Problemàtica
Aquesta adaptació és de vital importància a causa de la gran varietat de resolucions i relació d'aspecte que es troben punt en l'emissió com en la reproducció de seqüències de vídeo. Per punt existiran problemes de compatibilitat sobre les dimensions del vídeo en reproduir, com per exemple el cas d'una seqüència original 16:9 en un sistema de visualització 4:3.

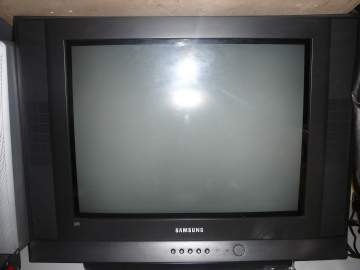
Pantalla amb ràtio 4:3.

## Sistemes actuals[Quan?]

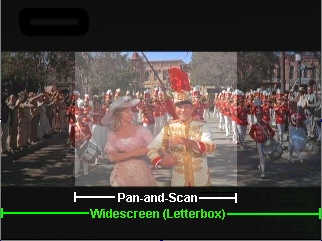
Exemple d'aplicació de les diferents opcions.

Els sistemes actuals utilitzats en sintonitzadors de TDT o pantalles de Televisió d'última generació, permeten l'adaptació de continguts mitjançant la selecció d'opcions tals com Letterbox o pan and scan.
Cal destacar l'existència del pa and scan automàtic (en anglès Automatic Pa Scan), aquesta tècnica és capaç de situar el focus principal de l'acció d'una seqüència, mostrant-ho en la pantalla de visualització corresponent.)
No obstant això aquestes aplicacions presenten múltiples desavantatges:
- En el cas de Letterbox no s'aprofita al cent per cent la visualització que ens podria oferir el nostre dispositiu de reproducció (afegim barres negres en la part superior i inferior de la imatge).
- En pa and scan es pot perdre gran part de la imatge original fent malbé la composició d'una seqüència.
- La combinació de les tècniques anteriors produeixen una distorsió en la forma de la imatge.
- Finalment el major desavantatge que presenten aquests sistemes és que no tenen en compte la importància dels continguts de la seqüència.

Ara bé, en funció d'aquesta última i principal problemàtica han sorgit recentment sistemes que permeten l'adaptació de la relació d'aspecte en funció de la semàntica dels continguts de la imatge.

## Solució als sistemes actuals
El Discontinuous Seam Carving és la tècnica més recent que proposa solucionar tots els desavantatges explicats anteriorment (sobretot adaptació els continguts en funció de la seva importància).
Es basa en una evolució del Seam Carving, algorisme que s'utilitza en imatges fixes per al correcte reescalat d'imatge.

### Imatges fixes
El Seam Carving primer estableix un determinat nombre de costures (en anglès, seams) a partir de la imatge original. Aquests seams són les parts amb la menor rellevància en la imatge i, per tant, les que hauran de ser eliminades o afegides (carving) en el procés final, no obstant això aquest algorisme també permet l'elecció manual de les àrees d'interès que no han de ser modificades a causa de la seva importància. La implementació es fa mitjançant Programació dinàmica.
Aquesta tècnica ha anat guanyant popularitat recentment ja que ofereix molt bons resultats. Actualment hi ha disponibles gran quantitat de Plug-in aplicables en programes d'edició d'imatges que ens permeten escalar sense els típics problemes de retallades, deformacions, etc (per exemple Liquid Rescale per GIMP).

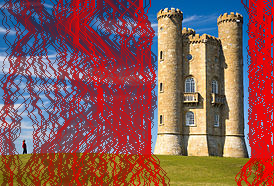
Les Costures es corresponen amb les línies vermelles.

A continuació es mostra el resultat final en aplicar l'algorisme.

### Vídeo
El Discontinuous Seam Carving (evolució de l'algorisme en imatges fixes), ha estat realitzada per investigadors de Google Research juntament amb col·laboradors de l'Institut de Tecnologia de Geòrgia.
Segons els seus creadors els objectius claus d'aquest projecte són els següents:
- Trobar una solució que mantingui la continuïtat temporal i l'estructura espacial.
- Permetre la selecció els elements més destacats les imatges de vídeo mitjançant l'ús de continguts interactius.
- Fer un processament seqüencial fotograma a fotograma apropiat a longituds de vídeo variables i per vídeo en streaming, obtenint un sistema que comporti escalabilitat.

El nou algorisme aplicable a seqüències de vídeo rep el nom de Discontinuous Seam Carving. Segons els seus propietaris ha estat batejat d'aquesta manera (ara és inclòs el terme discontinuous), ja que modifica el vídeo afegint o eliminant les costures (seams) que es troben desconnectades.
També cal destacar que l'algorisme proposat treballa a nivell espacial i temporal.
Sens dubte la millora que proposa l'algorisme és substancial, ja que permet adaptar els continguts de vídeo sense que es produeixin expansions de forma, retallades o distorsions en la imatge resultant.